# Gösta Lindman
Gustaf "Gösta" Johan Engelbrekt Lindman, född 3 december 1878 i Gryts församling, Östergötlands län, död 9 december 1951 i Linköping, var en svensk elektroingenjör.

## Biografi
Efter mogenhetsexamen i Norrköping 1897 utexaminerades Lindman från Kungliga Tekniska högskolans avdelning för elektroteknik 1900. Han var anställd vid General Electric Company i Schenectady 1900–02, konstruktör vid Saint Louis Transit Company i Saint Louis 1902–04, vid Los Angeles Railway Company i Los Angeles 1904, vid Asea i Västerås 1905, chef för Nya Förenade Elektriska AB:s banbyrå och hissavdelning 1906–16, för Elektriska AB AEG:s banavdelning i Stockholm 1917–20, överingenjör vid AB Stockholms Spårvägar 1921–24 och verkställande direktör för Linköpings Elektriska Kraft & Belysnings AB från 1924.
Lindman utförde bland annat Enskedebanan 1908, Gävle stads spårvägar 1909, Karlskrona spårvägar 1910 samt elektrifierade Mellersta Östergötlands Järnväg 1914–15 och Lund–Bjärreds Järnväg 1916. Han var chef för Statens industrikommissions fotogenbyrå 1917 och platschef i New York för Royal Swedish Commission 1918–19.
Lindman var vice ordförande i Motala Ströms regleringsförening, fullmäktig i Föreningen för elektricitetens rationella användning, direktör för Fastighets AB Stiftstaden och Fastighets AB Residensstaden, inspektör i Ljungstedtska skolan i Linköping, vice ordförande i luftskyddsnämnden, ordförande i Linköpings Luftskyddsförening, i Östergötlands Tekniska Förening 1931–34 och styrelseledamot i Svenska Elverksföreningen 1937–39.